# Karbendazim
A karbendazim a benzimidazol-származékok közé tartozó széles spektrumú gombaölőszer. Sósavas sójának 4,7%-os oldatát Eertavas néven forgalmazták, a szilfavész ellen hatásos.
A karbendazim egyike volt azon biocideknek, melyek betiltását a svédországi vegyi anyagokat engedélyező hivatal (Kemikalieinspektionen) kezdeményezte, és az Európai Parlament 2009. január 13-án elfogadta.
A gombaölőszert – vitatott módon – az ausztráliai Queenslandben még használják a makadámia diófa ültetvényeken.

## Fordítás
Ez a szócikk részben vagy egészben a Carbendazim című angol Wikipédia-szócikk ezen változatának fordításán alapul.  Az eredeti cikk szerkesztőit annak laptörténete sorolja fel. Ez a jelzés csupán a megfogalmazás eredetét és a szerzői jogokat jelzi, nem szolgál a cikkben szereplő információk forrásmegjelöléseként.